# خوزه لوئیس براون
خوزه لوئیس براون (اسپانیایی: José Luis Brown‎; زاده ۱۰ نوامبر ۱۹۵۶ – درگذشته ۱۲ اوت ۲۰۱۹) بازیکن و مربی فوتبال اهل آرژانتین بود.

## باشگاهی
از باشگاه‌هایی که در آن بازی کرده‌است، می‌توان به باشگاه فوتبال بوکا جونیورز، باشگاه فوتبال استودیانتس، باشگاه فوتبال رئال مورسیا، باشگاه فوتبال اتلتیکو ناسیونال، باشگاه فوتبال استاد برستوا ۲۹ و باشگاه فوتبال راسینگ کلوب آویاندا اشاره کرد.

## تیم ملی
وی همچنین در آرژانتین بازی کرده‌است و با این تیم فاتح جام جهانی فوتبال ۱۹۸۶ شده است. او یکی از گلزنان آرژانتین در دیدار نهایی و پیروزی برابر آلمان غربی بود.

## افتخارات

### باشگاهی
استودیانتس
- Metropolitano championship: ۱۹۸۲
- Nacional championship: ۱۹۸۳

### ملی
آرژانتین
- جام جهانی فوتبال: ۱۹۸۶